# Provinciala (film din 1980)
Provinciala (titlul original: în franceză La provinciale) este un film dramatic de coproducție franco-elvețiană, realizat în 1980 de regizorul Claude Goretta, protagoniști fiind actorii Nathalie Baye, Angela Winkler și Bruno Ganz. 
Filmul a fost înscris la cel de-al 31-lea Festival de Film de la Berlin.

## Rezumat
Christine, în vârstă de 31 de ani, o fată dintr-un orășel din Lorena, care acasă nu are nici un folos de cunoștințele ei, decide să-și încerce norocul la Paris. Dar realitatea metropolitană este și mai crudă. Iubitul ei pleacă în străinătate de dragul unui contract profitabil, prietena ei, actrița Claire, negăsind un loc de muncă în domeniul ei, devine o „call girl”.
Câștiguri ocazionale, lupta zilnică pentru propria ei demnitate, o astfel de viață nu i se potrivește Christinei și astfel ea decide să se întoarcă acasă. Înainte de asta, participă la un maraton de femei umilitor cu obstacole, organizat de un bărbat bogat pentru distracție, și care dă premiul lui Claire...

## Distribuție
- Nathalie Baye – Christine
- Angela Winkler – Claire
- Bruno Ganz – Rémy Muller
- Patrick Chesnais – Pascal Chantel
- Jean Davy – De Larive
- Jacques Lalande – promotorul
- Jean Obé – Thabert
- Dominique Paturel – Ralph Gersant
- Jean Valmont – Dargeol
- Pierre Vernier – publicistul
- Paul Andrieu – Dangelle
- Jean Bollery – Jacques Legean
- Roland Monod – Philippe Bernier
- Jacques Alric – cafetierul
- Liza Braconnier – o amică dea Christinei
- Henri Poirier – Berthelot
- Robert Rimbaud – Astrov
- Christian de Tillière – directorul hotelului
- Richard Anconina – bărbatul de la bar
- Marcelle Barreau –
- Michel Berto – prietenul care face discursul
- Bernard Bireaud – Pierre
- Jean-Claude Bouillaud – șoferul de taxi
- Jean-Pol Dubois –
- Gisèle Grimm – Véra
- Claude Hébert –
- Pierre Londiche – Jean-Pierre, regizorul
- Marie Marczack –
- Antoinette Moya – Yvette
- Maud Rayer – asistenta lui Jean-Pierre
- Michel Ruhl –
- Anthony Stuart – Șeful lui Remy
- Jean Valmont – François Dargeol